# Philippe Omnès
Philippe Louis René Marcel Omnès (París, 6 de agosto de 1960) es un deportista francés que compitió en esgrima, especialista en la modalidad de florete.
Participó en cuatro Juegos Olímpicos de Verano, obteniendo dos medallas, oro en Barcelona 1992, en la prueba individual, y bronce en Los Ángeles 1984, en el torneo por equipos (junto con Frédéric Pietruszka, Pascal Jolyot, Patrick Groc y Marc Cerboni); además logró el sexto lugar en Seúl 1988 (por equipos) y el séptimo en Atlanta 1996 (individual).
Ganó siete medallas en el Campeonato Mundial de Esgrima entre los años 1982 y 1993.

## Palmarés internacional
| Juegos Olímpicos   | Juegos Olímpicos             | Juegos Olímpicos  | Juegos Olímpicos    |
| Año                | Lugar                        | Medalla           | Prueba              |
| ------------------ | ---------------------------- | ----------------- | ------------------- |
| 1984               | Los Ángeles (Estados Unidos) | Medalla de bronce | Florete por equipos |
| 1992               | Barcelona (España)           | Medalla de oro    | Florete individual  |
| Campeonato Mundial |                              |                   |                     |
| Año                | Lugar                        | Medalla           | Prueba              |
| 1982               | Roma (Italia)                | Medalla de plata  | Florete por equipos |
| 1987               | Lausana (Suiza)              | Medalla de plata  | Florete por equipos |
| 1989               | Denver (Estados Unidos)      | Medalla de plata  | Florete individual  |
| 1989               | Denver (Estados Unidos)      | Medalla de bronce | Florete por equipos |
| 1990               | Lyon (Francia)               | Medalla de oro    | Florete individual  |
| 1991               | Budapest (Hungría)           | Medalla de bronce | Florete por equipos |
| 1993               | Essen (Alemania)             | Medalla de bronce | Florete individual  |